# Wu: The Story of the Wu-Tang Clan
Wu: The Story of the Wu-Tang Clan to biograficzny film w reżyserii Geralda Barclaya opowiadający historię powstania amerykańskiej grupy hip-hopowej Wu-Tang Clan. W zestaw filmu wchodzi płyta zawierająca kompilację najlepszych utworów grupy.

## Obsada
- RZA – jako on sam
- GZA – jako on sam
- Masta Killa – jako on sam
- Ghostface Killah – jako on sam
- Ol’ Dirty Bastard[2] – jako on sam
- Method Man – jako on sam
- Raekwon – jako on sam
- U-God – jako on sam
- Inspectah Deck – jako on sam
- Jamel Scott – jako on sam

## Wu: The Story of the Wu-Tang Clan – kompilacja
Wu: The Story of the Wu-Tang Clan to kompilacyjny album amerykańskiej grupy hip-hopowej Wu-Tang Clan, wydany 18 listopada 2008 roku nakładem wytwórni Loud Records.

## Lista utworów
1. Wu-Tang Clan Ain’t Nuthing Ta F’ Wit
  - Pierwotny album: Enter the Wu-Tang (36 Chambers)
2. Method Man
  - Pierwotny album: Enter the Wu-Tang (36 Chambers)
3. Protect Ya Neck
  - Pierwotny album: Enter the Wu-Tang (36 Chambers)
4. C.R.E.A.M.
  - Pierwotny album: Enter the Wu-Tang (36 Chambers)
5. Shame On A Nigga
  - Pierwotny album: Enter the Wu-Tang (36 Chambers)
6. Da Mystery of Chessboxin’
  - Pierwotny album: Enter the Wu-Tang (36 Chambers)
7. Incarcerated Scarfaces
  - Pierwotny album: Only Built 4 Cuban Linx…
8. Shimmy Shimmy Ya
  - Pierwotny album: Return to the 36 Chambers: The Dirty Version
9. Daytona 500
  - Pierwotny album: Ironman
10. Winter Warz
  - Pierwotny album: Ironman
11. Reunited
  - Pierwotny album: Wu-Tang Forever
12. Triumph
  - Pierwotny album: Wu-Tang Forever
13. It’s Yourz
  - Pierwotny album: Wu-Tang Forever
14. Older Gods
  - Pierwotny album: Wu-Tang Forever
15. Run
  - Pierwotny album: The Pillage
16. Gravel Pit
  - Pierwotny album: Iron Flag

Informacje o utworach pochodzą ze strony discogs.com